# 조지 브라운
조지 브라운(영어: George Brown, 1818년 11월 29일 ~ 1880년 5월 9일)는 캐나다의 기자, 정치인이다. 1867년 건국된 캐나다 연방의 아버지로 추앙받았다. 개혁운동계 출신으로 오늘날 글로브 앤 메일의 전신이였던 더 글로브이라는 신문회사의 창시자 겸 편집자였다.

## 생애
조지 브라운은 1818년 11월 29일에 스코틀랜드 클라크매넌셔 앨로아라는 마을에서 태어났다. 아버지와 함께 뉴욕시에서 출판회사를 운영한 이후로 그는 1843년에 캐나다로 이민하였다. 그는 1843년에 배너(Banner)를 창간하였으며 1844년에 캐나다 연합식민지에서 영향력이 가장 컸던 개혁파 신문이었던 더 글로브를 창간하였다. 그는 1848년에 킹스턴에 있었던 어퍼 캐나다 주립 교도소 운영진의 비리에 대한 기소를 감사하려던 왕립위원회의 위원장으로 임명받았다.